# Hawaiian Beaches
Hawaiian Beaches, stad i Hawaii County, Hawaii, USA med cirka 3 709 invånare (2000). Den har enligt United States Census Bureau en area på totalt 66,2 km² varav 0,3 km² är vatten. 